# مبارک بوصوفه
مبارک بوصوفه (زادهٔ ۱۵ اوت ۱۹۸۴) بازیکن فوتبال اهل مراکش است.

## باشگاهی
از باشگاه‌هایی که در آن بازی کرده‌است می‌توان به خنت، اندرلشت، آنژی مخاچ‌قلعه، لوکوموتیو مسکو، الجزیره، الشباب و السیلیه اشاره کرد.

## تیم ملی
وی همچنین سابقه ۷۰ بازی برای تیم ملی فوتبال مراکش در کارنامه دارد.